# Jüdischer Friedhof (Merxhausen)

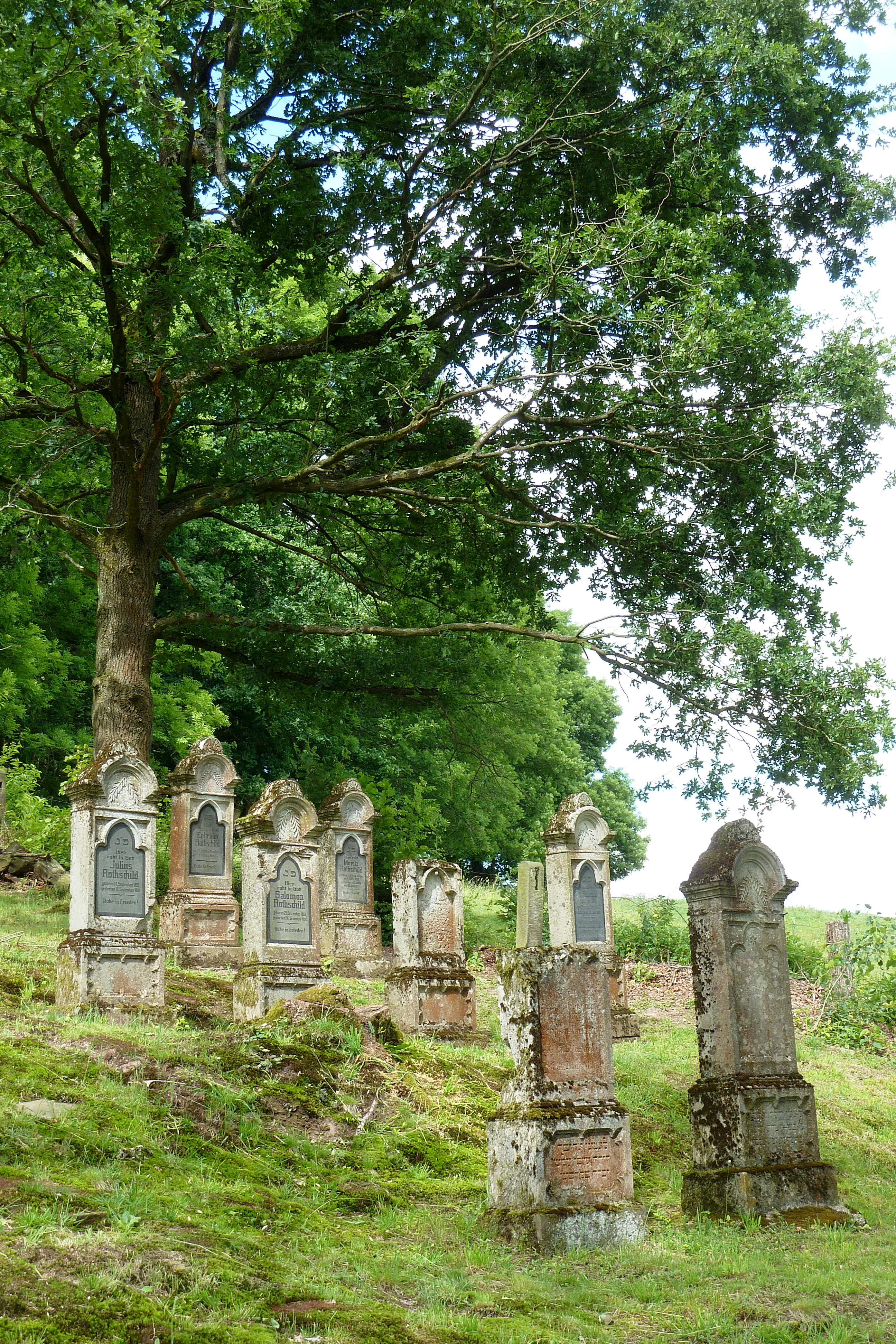
Der jüdische Friedhof in Merxhausen

Der Jüdische Friedhof Merxhausen ist ein jüdischer Friedhof in Merxhausen, einem Ortsteil der Gemeinde Heinade (Samtgemeinde Eschershausen-Stadtoldendorf) im niedersächsischen Landkreis Holzminden. Er ist ein geschütztes Kulturdenkmal.
Auf dem Friedhof, der von 1867 bis 1934 belegt wurde und an der Alten Einbecker Heerstraße liegt, befinden sich 15 Grabsteine. Der erste Grabstein ist auf das Jahr 1867 datiert.